# Paul Schallweg

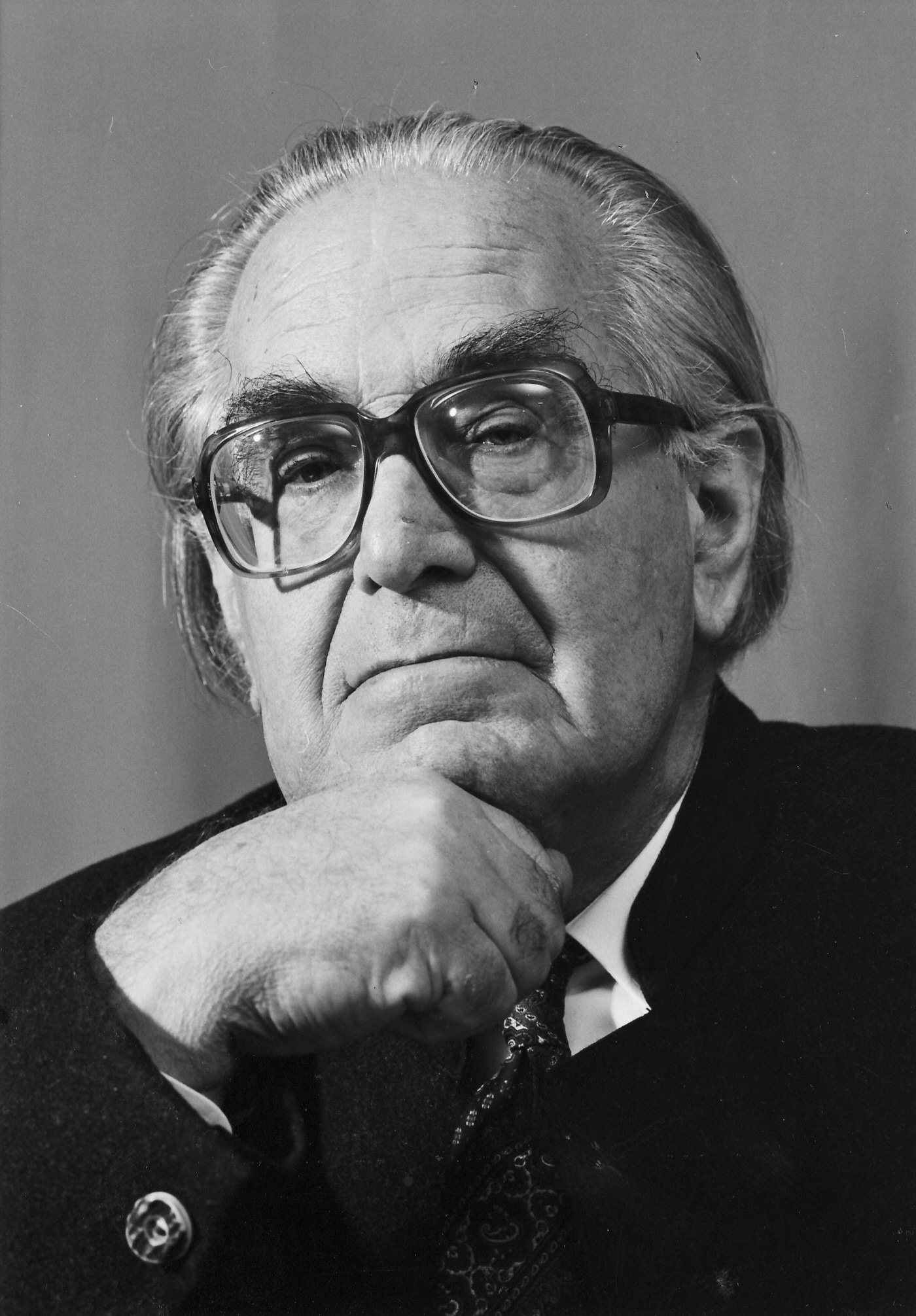
Paul Schallweg

Paul Schallweg (* 16. November 1914 in München; † 8. Mai 1998 in Bischofswiesen) war ein bayerischer Schriftsteller, Kulturmanager und Kulturförderer.

## Leben
Zuerst als Werbekaufmann, Verleger und Schriftsteller tätig, erwarb er sich ab 1951 als Geschäftsführer, später  auch als Vorstand und Vorsitzender der „Freunde des Nationaltheaters e. V.“ in München große Verdienste um den Wiederaufbau und die Förderung des Nationaltheaters bzw. der Bayerischen Staatsoper, um die Förderung des Gärtnerplatztheaters, des Prinzregententheaters und des Münchner Volkstheaters. Außerdem betätigte er sich als engagierter Freund bayrischer Volksmusik und bayrischen Brauchtums.
Paul Schallwegs schriftstellerische Tätigkeit erstreckte sich fast ausschließlich auf Werke in bairischer Mundart. Daneben schrieb er einige Hörspiele (BR, ORF Radio Tirol, RAI Sender Bozen) und über zehn Romane. Den größten Erfolg erzielte er allerdings mit seinen „Opern auf Bayrisch“ – 26 an der Zahl –, die in Hörfunk (BR) und Fernsehen (ServusTV), auf vielen Volksbühnen und seit Anfang der 1980er Jahre vom Münchner Volkstheater, vom Bayerischen Staatsschauspiel im Residenztheater und Prinzregententheater sowie vom Staatstheater am Gärtnerplatz aufgeführt werden. Sämtliche Werke von Paul Schallweg sind ab den 1970er Jahren im Rosenheimer Verlagshaus erschienen.
Zitat von August Everding über Paul Schallweg am 14. Mai 1998 in Berchtesgaden:
„Sein Name war Programm. Nicht Schall und Rauch, sondern Schall und Weg“.
Zitat von Hellmuth Matiasek aus seiner Laudatio anlässlich des 100. Geburtstags von Paul Schallweg am 16. November 2014 im Münchner Prinzregententheater: „Paul Schallweg wird in der Erinnerung aufgehoben sein als Legende eines Münchner Bürgers, wie von Kaulbach gemalt und von Ruederer erzählt, ein Botschafter der urbayrischen Lebensart, die er geliebt und gelebt, gefördert und beschrieben hat. Eine ganze Ära der hiesigen Nachkriegsgeschichte bleibt mit seinem Namen verbunden.“
Beerdigt wurde er in Schönau am Königssee auf dem Bergfriedhof.

## Auszeichnung
- „München leuchtet – Den Freunden Münchens“ (1984)

## Opern auf Bayrisch
In den „Opern auf Bayrisch“ hat der Autor Paul Schallweg den Inhalt weltbekannter und beliebter Opern in originelle Mundartverse gegossen. Die Szenerie der Opern wird zumeist ins Bayrische Land verlegt, so dass der „Der fliagade Holländer“ seine Abenteuer nicht vor der rauen Küste Norwegens, sondern auf dem Starnberger See erlebt. Es entstand eine Vielzahl von bayrischen Opernparodien, darunter „Die Meistersinger von Miesbach“, „Der Lohengrin von Wolfratshausen“, „Die Zauberflöte – oder das Wunder vom Königssee“ oder „Der Ring in einem Aufwasch“ – frei nach Richard Wagners berühmtem Nibelungenring. Die Musik zu den „Opern auf Bayrisch“ stammt aus der Feder von Friedrich Meyer und Rolf Wilhelm, die das Opern-Original nie aus den Augen gelassen haben, jedoch auf sehr charmante Weise auch alpenländische und bajuwarische Klänge mit in die Kompositionen einfließen lassen. So vermischt sich nicht selten ein bayrischer Zwiefacher mit berühmten Opernarien, oder der Triumphmarsch aus Aida verschmilzt auf amüsante Art und Weise mit dem Gassenhauer „Ja, mir san mit’m Radl da“ …
Allein der „Ring in einem Aufwasch“ – von Paul Schallweg selbstverständlich ebenfalls ins Bayrische Land verlegt, wurde in den 1980er Jahren über 100 Mal im Münchner Prinzregententheater aufgeführt. Seit vielen Jahren ist das Ensemble mehrmals pro Spielzeit im Münchner Gärtnerplatztheater und im Prinzregententheater zu Gast. Darüber hinaus finden jedes Jahr zahlreiche Vorstellungen in ganz Bayern, ja sogar in Baden-Württemberg, Hessen und Österreich statt, die so gut wie immer ausverkauft sind.
Die Besetzung des Ensembles „Opern auf Bayrisch“ besteht aus den drei bekannten bayerischen Schauspielern Gerd Anthoff, Conny Glogger und Michael Lerchenberg, einem Percussionisten (Werner Hofmeister) sowie dem „Musikensemble Opern auf Bayrisch“ (Mitglieder der großen Münchner Orchester) unter der Leitung seines Dirigenten Andreas Kowalewitz.
Das Ensemble wurde 1985 gegründet und ursprünglich nur für eine einzige Faschingsvorstellung im Münchner Volkstheater zusammengestellt. Der Bayerische Rundfunk hat diese Vorstellung damals aufgezeichnet und übertragen, und es war ein solch großer Erfolg, dass in den folgenden Jahren bis heute über 300 Folgevorstellungen mit unterschiedlichsten Programmen stattgefunden haben. In den vergangenen 30 Jahren haben so bekannte bayerische Volksschauspieler wie Gustl Bayrhammer, Karl Obermayr, Jörg Hube, Alexander Duda, Ruth Kappelsberger und Monika Gruber im Ensemble „Opern auf Bayrisch“ mitgewirkt.
Das Repertoire des Ensembles umfasst folgende Opern auf Bayrisch (Musik: Friedrich Meyer und Rolf Wilhelm):
- Der Ring in einem Aufwasch:
  - Das Rheingold – oder: De Gschicht von de goidana Äpfe
  - Die Walküre – oder: Das Heldendrama am Watzmann
  - Siegfried – oder: Der Kampf mit dem Drachenviech
  - Götterdämmerung – oder: Wia zum Schluss ois hi war
- Tannhäuser – oder: De Venus in der Kampenwand
- Der Lohengrin von Wolfratshausen – oder: Weil d’ Weiber oiwei ois wißn müaßn
- Der fliagade Holländer – oder: Wia de Zenze von Leoni durch ihran Opfertod an Seefahrer aus der Verdammnis grett’ hat
- Die Meistersinger von Miesbach – oder: Wia der Oberförster Stolz den Stadtschreiber Beck ausgstocha hat
- Tristan und Isolde – A Liabstragödie mit Wuiderer-Einlag
- Aida – oder: Das Liebesdrama vom Nil
- Rigoletto – oder: Der Graf von Dachau
- Carmen – oder: Wia d’Liab an Sepp zum Mörder gmacht hat
- Der Bajazzo – oder: Der Jaager vom Spitzingsee
- Der Barbier von Sevilla – oder: Der Bader von Ruahpolding
- Die Zauberflöte – oder: Das Wunder vom Königssee
- Don Giovanni auf Bayrisch – oder: Der Graf Hallodri von Lenggrias
- Die lustigen Weiber von Windsor – oder: Der Graf von Starnberg
- Madame Batterflei – oder: Wia a herzloser Ami a liabs kloans Japaner-Madl sitzn hat laßn
- Salome – oder: Wia der Prophet Jochanaan verratn, versuacht und köpft worn is (ab 2019!)
- Der Freischütz – oder: Wia a Jaager auf ned ganz saubere Weis zu seim Wei kemma is
- Turandot – oder: Wia a chinesische Prinzessin à la tatar kloakriagt worn is
- La Bohème – oder: Die schöne Mimi
- Margarete – oder: Der Doktor Faust

Darüber hinaus sind folgende Opern auf Bayrisch nur in Textform erschienen:
- La traviata – oder: Die Verirrte
- Elektra – oder: So schnell konn’s geh, wenn der Mensch sein Rappe hat
- Der Troubadour – oder:  Die Rache der Zigeunerin

## Werke
- Der Wolpertinger (Rosenheimer Verlagshaus 2015) ISBN 978-3475544798
- Opern auf Bayrisch – 2. Akt (Rosenheimer Verlagshaus 2015) ISBN 978-3475544316
- Opern auf Bayrisch (Rosenheimer Verlagshaus 2001) ISBN 978-3475531927

- Vom Fliagadn Holländer zum Lohengrin von Wolfratshausen (Rosenheimer Verlagshaus 1977) ISBN 978-3475522062
- Die Meistersinger von Miesbach und andere bayrische Opern (Rosenheimer Verlagshaus 1979) ISBN 978-3475522727
- Vom Rigoletto zur Zauberflöte (Rosenheimer Verlagshaus 1989) ISBN 978-3475526152
- Vom Bader von Ruahpolding zur Mimi von Schwabing (Rosenheimer Verlagshaus 1992) ISBN 9783475527401
- Vom Urbaaz bis zum Sündenfall (Rosenheimer Verlagshaus 1978) ISBN 978-3475522338
- Huif Himme! (Rosenheimer Verlagshaus 1982)  ISBN 978-3475523526
- Wia hammas denn? (Rosenheimer Verlagshaus 1984) ISBN 978-3475524462
- Der Wolpertinger (Rosenheimer Verlagshaus 1994) ISBN 978-3475527951
- Der Stern von Bethlehem (Rosenheimer Verlagshaus 1995) ISBN 978-3475528279

- Pharisäer und Zöllner (Manz Verlag München 1954)
- Der Querschuss (Manz Verlag München 1962)
- Aufruhr im Dorf (Rosenheimer Verlagshaus 1995) ISBN 978-3475539336

- Festliche Oper. Geschichte und Wiederaufbau des Nationaltheaters in München. Hrsg. vom Freistaat Bayern unter Mitwirkung der Freunde des Nationaltheaters e.V. und der Landeshauptstadt München. Geschäftsführung und Redaktion: Paul Schallweg. (Verlag Georg D.W. Callwey, München 1964)